# Rolfsted Kirke
Rolfsted Kirke er kirken i Rolfsted Sogn på Midtfyn. Kirken ligger i landsbyen Rolfsted direkte ved landevej 301.
Kirken var ejet af kronen efter reformationen 1536. Den blev tilskødet Jørgen Rantzau 1686. Herfra overgik den til Johan Caspar von Körbitz til herregården Hellerup, som ejede hovedgårdene Rolfstedgård og Ferritslevgård i sognet. Som en del af Hellerups besiddelser blev kirken 1778 tilknyttet Ravnholt Gods. Overgangen til selveje fandt sted 7. november 1912.

## Bygning
Kirken er i sin kerne en romansk kvaderstenskirke fra o. 1200 der består af skib og et smallere kor. I 1300-tallet blev bagmurene delvis erstattet af tegl og korgavlen blev fornyet. I 1400-tallet blev kor og skib overhvælvet og der blev rejst et tårn mod vest samt et våbenhus syd for skibet.

## Inventar
Fra romansk tid stammer en døbefont, hvis kumme er udsmykket med arkader. Fra den senere middelalder er et muret alterbord med relikvie (en lårbensknogle) og en klokke støbt af Olaf Henriksen Kegge i anden halvdel af 1300-tallet. Den yngre klokke er støbt 1573 af Henrich Tram.
Dåbsfadet fra Nürnberg og udført i 1500-tallet er formentlig skænket 1613 af Caspar Markdanner og Sophie Oldeland til Rønninge Søgård. Prædikestolen er dateret 1593 og en typisk renæssanceprædikestol med arkadefag og fremspringende hjørner med søjler. Den har oprindelig været en lektorieprædikestol opsat på et galleri tværs over triumfvæggen (galleriets paneler bruges nu som sokkel for stolen). Altertavlen fra 1596 er skåret af den samme som prædikestolen og hører til en gruppe af fynske baldakinaltertavler, der oprindelig var udsmykket med indskrifter fra Luthers lille Katekismus. Der er nu indsat et maleri i storfeltet, en kopi efter Carlo Dolcis Kristus velsigner Brødet, som biskop C. T. Engelstoft 1862 anførte var malet af J. L. Lund.
Alterbordspanelerne med arkadefag er fra o. 1600. Altersølvet er tilskrevet odensesølvsmeden Simon Matthiesen og blev skænket af sognepræst Otto Rasmussen 1679. To lysekroner er udført af den lokale Hans Rasmussens Hudevad Smedje.

## Den nedrevne Ferritslev Kirke
Rolfsted Sogn omfatter nu også det tidligere Ferritslev Sogn. Sognekirken var 1555 helt forfalden, hvorfor den blev beordret nedrevet og sognet lagt under Rolfsted. Dens brugbare materialer og inventar skulle genanvendes til Rolfsted og Rønninge kirkers bedste. Kirken stod imidlertid fortsat 1575, men var senest nedrevet 1590.
Kirken stod på en bakke i den vestre ende af Ferritslev, hvor der endnu fandtes rester af bygningen i 1700-tallets midte. De eneste levn af kirken er to monolitoverliggere af granit fra smigede romanske vinduer samt døbefonten, der nu anvendes i Ørby Kirke på Samsø.

## Eksterne kilder og henvisninger
- Rolfsted Kirke hos danmarkskirker.natmus.dk (Danmarks Kirker, Nationalmuseet).

- Rolfsted Kirke hos KortTilKirken.dk